# Colonia Barge
Colonia Barge é uma comuna da província de Córdoba, na Argentina.